# حيرام جي. اندروز
حيرام جي. اندروز (بالإنجليزية: Hiram G. Andrews)‏ هو سياسي أمريكي، ولد في 12 سبتمبر 1876 في الولايات المتحدة، وتوفي في 1 مارس 1968 في نفس البلد. حزبياً، نشط في الحزب الديمقراطي. وقد انتخب List of speakers of the Pennsylvania House of Representatives ‏ وانتخب عضو مجلس نواب بنسيلفانيا.